# Claudia Karvan
Claudia Karvan (Sydney, 19 maggio 1972) è un'attrice australiana.

## Filmografia parziale

### Cinema
- Amore ribelle (The Heartbreak Kid), regia di Michael Jenkins (1993)
- Nella sua pelle (Dating the Enemy), regia di Megan Simpson Huberman (1996)
- Long Weekend (Long Weekend), regia di Jamie Blanks (2008)
- Daybreakers - L'ultimo vampiro (Daybreakers), regia di Michael e Peter Spierig (2009)
- The Kelly Gang (True History of the Kelly Gang), regia di Justin Kurzel (2019)

### Televisione
- Spirited – serie TV, 18 episodi (2010-2011)
- Puberty Blues – serie TV, 17 episodi (2012-2014)
- The Time of Our Lives – serie TV, 21 episodi (2013-2014)
- Newton's Law – miniserie TV, 8 puntate (2017)
- The Other Guy – miniserie TV, 6 puntate (2019)
- Halifax: Retribution – miniserie TV, 7 puntate (2020)
- Bump – serie TV (2021-in corso)
- In the Clearing (The Clearing) – miniserie TV, 3 puntate (2023)